# Temple d'Eshmun
El temple d'Eshmun (àrab: معبد اشمون, maʿbad Axmūn) és un antic lloc de culte dedicat a Eshmun, el déu fenici del guariment. Es troba a Bustan el-Sheikh, prop del riu Awali, dos quilòmetres al nord-est de Sidó, al sud-oest de l'actual Líban.
El lloc va ser ocupat entre el segle viii aC i el segle vii aC, cosa que suggereix una relació intensa amb la propera ciutat de Sidó. Tot i que fou originalment construït per mandat del rei sidoni Eshmunazar II a l'època de la dinastia aquemènida (c. 529-333 aC) per celebrar la recuperació de la riquesa i influència de la ciutat, el complex del temple va ser ampliat per Bodashtart, Yatan-milk i monarques posteriors. Com que les obres d'ampliació es van estendre al llarg de molts segles, en què es va alternar la independència amb l'hegemonia estrangera, el santuari presenta una gran quantitat de diferents estils arquitectònics i decoratius.
El santuari consisteix en una esplanada i un pati limitat per una gran terrassa emmurallada de pedra calcària que sosté un monumental pòdium que va estar rematat per un temple de marbre dedicat al déu en estil grecoromà amb influències perses. L'antic santuari conserva una sèrie de cisternes per ablucions rituals alimentades per canals d'aigua des del «riu d'Asclepi» (l'actual Awali) i des de la deu sagrada de «Ydll». Aquestes instal·lacions van ser usades per a les finalitats terapèutiques i purificadores que caracteritzaven el culte d'Eshmun. Les excavacions al temple han proporcionat molts artefactes de valor, entre els quals destaquen especialment els gravats amb textos fenicis, que han proporcionat informació valuosa sobre la història del lloc i de l'antiga Sidó.
El temple d'Eshmún declinà i va caure en l'oblit quan el cristianisme va reemplaçar el paganisme, i els seus grans blocs de pedra calcària van ser utilitzats per construir estructures posteriors. El lloc del temple va ser redescobert el 1900 per caçadors de tresors locals, que van despertar la curiositat dels estudiosos internacionals. Maurice Dunand, un arqueòleg francès, va excavar amb cura el lloc des de 1963 fins al començament de la Guerra Civil Libanesa, el 1975. Després de la retirada voluntària d'Israel del Sud del Líban, el lloc va ser rehabilitat i inscrit en la llista de candidats a llocs Patrimoni de la humanitat.

## Culte a Eshmun
Eshmun era la deïtat fenícia de la curació i la renovació de la vida. Va ser una de les divinitats més importants del panteó fenici i la principal divinitat masculina de Sidó. Originalment una divinitat de la natura i un déu de la vegetació primaveral, Eshmun va ser equiparat a la deïtat babilònica Dumuzi. El seu paper més tard es va ampliar al panteó fenici, i va obtenir atributs celestes i còsmics.
El mite d'Eshmun va ser relatat al segle vi pel filòsof neoplatònic sirià Damasci, dins de la seva biografia d'Isidor d'Alexandria, i al segle ix pel Patriarca de Constantinoble Foci. Tots dos narren que Eshmun, un home jove de Beirut, estava caçant al bosc quan la deessa Astarte el va veure i va quedar enamorada de la seva bellesa. La deessa va assetjar al jove fins que aquest es mutilà amb una destral i va morir. La deessa, afligida per la culpa, va reviure, segons el mite, n'Eshmun i el va transportar al cel on es va convertir en un déu celeste.
Des d'una perspectiva històrica, el primer esment escrit a Eshmun està datat en l'any 754 aC, data de la signatura del tractat entre el rei assiri Ashurnirari V i Mati'el, rei d'Arpad, en el qual el déu hi figura com un dels patrons de l'acord. Eshmun va ser identificat amb el déu de la mitologia grega Asclepi a causa de la influència hel·lenística sobre Fenícia. Les primeres proves d'aquesta equiparació procedeixen de monedes d'Amrit i Acre datades al segle iii aC. Aquest fet és exemplificat també pels noms hel·lenitzats del riu Awali, que va ser anomenat fluvius Asclepius i les arbredes circumdants al temple d'Eshmun, conegudes com les «arbredes d'Asclepi».

## Història

Mapa de Fenícia amb les seves ciutats principals.

### Antecedents
Al segle ix aC, el rei assiri Assurnasirpal II va conquerir l'actual Mont Líban i les seves ciutats costaneres. Els nous sobirans exigien tribut de Sidó, juntament amb totes les altres ciutats de Fenícia. Aquests pagaments estimularen els habitants de la ciutat a buscar riqueses i promoure la seva emigració i expansió, que va arribar al punt màxim al segle viii aC. Quan el rei assiri Sargon II va morir, el 705 aC, el rei sidoni Luli va establir una aliança amb els egipcis i els reis de Judà en una infructuosa revolta contra l'Imperi assiri, però es va veure obligat a fugir a Kition (la moderna Larnaca, a Xipre) amb l'arribada de l'exèrcit assiri, encapçalat per Senaquerib, fill i successor de Sargon II. Senaquerib va instaurar n'Ittobaal al tron de Sidó i va reimposar el tribut anual.
Abdi-Milkutti ascendí al tron de Sidó el 680 aC. i es va revoltar també contra els assiris. En resposta, el rei assiri Asarhaddón va posar setge a la ciutat. Abdi-Milkutti va ser capturat i decapitat el 677 aC després d'un setge de tres anys, mentre que la seva ciutat va ser destruïda i reanomenada com a Kar-Ashur-aha-iddina («port d'Esarhaddon»). Sidó va ser desposseïda del seu territori, que va ser atorgat a Baal I, el rei de la ciutat veïna (i rival) de Tir, i fidel vassall d'Esarhaddon. Baal I i Esarhaddon firmaren un tractat l'any 675 aC., al qual s'hi invoca Eshmún com a garant del pacte.

### Construcció

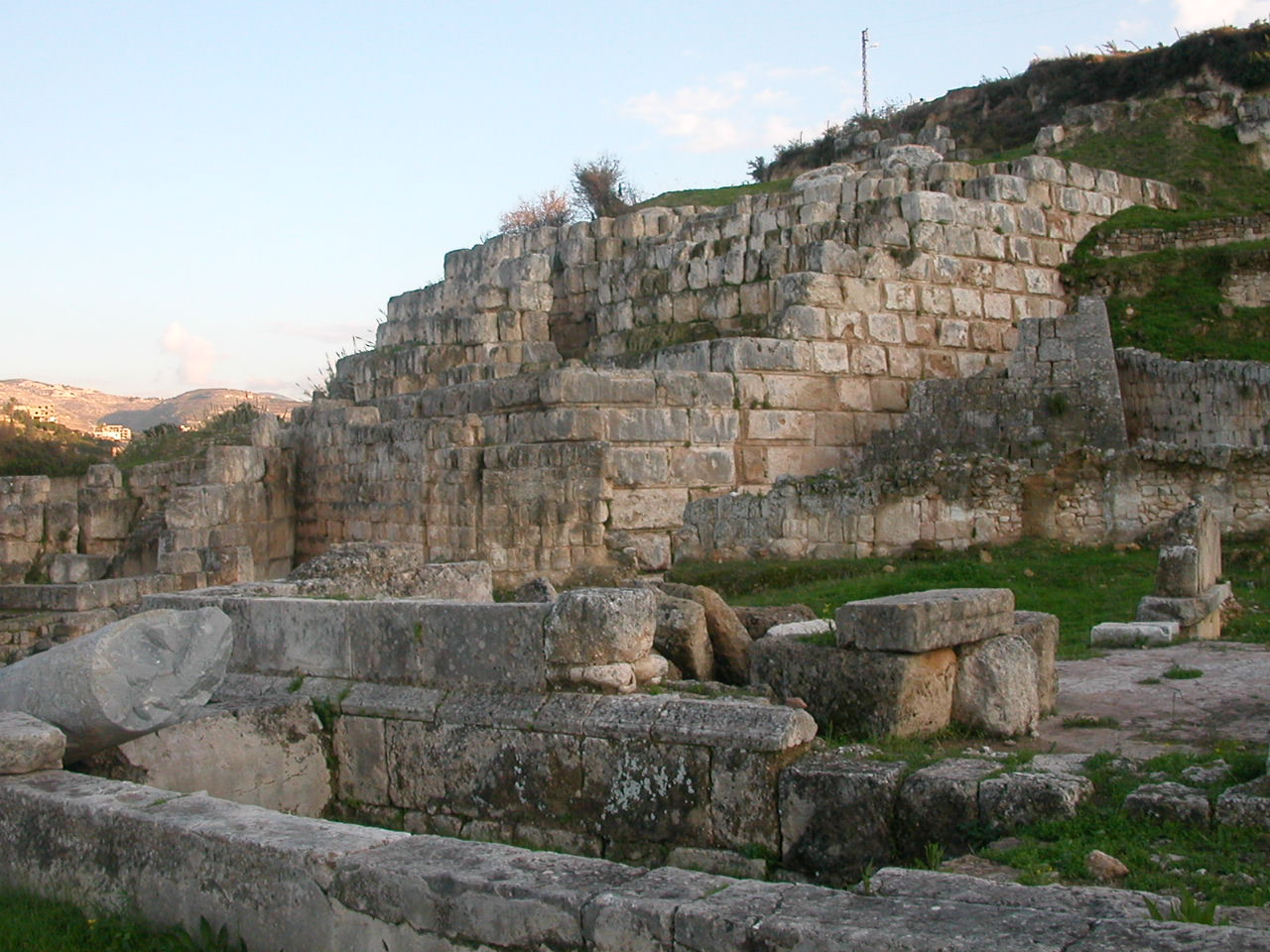
Ruïnes del mur de carreus del santuari d'Eshmun.

Sidó va recuperar el seu nivell de prosperitat poc després, mentre que Tir va ser assetjada durant 13 anys (586-573 aC) pel rei de Caldea Nabucodonosor II. No obstant això, el rei sidoni va seguir exiliat a la cort de Babilònia. Sidó va reclamar la seva antiga posició com a principal ciutat de Fenícia, a l'època de la dinastia aquemènida (c. 529-333 aC). Durant aquest període, Xerxes I de Pèrsia obsequià el rei Eshmunazar II amb la plana de Sharon, com a agraïment per l'aportació de la flota de Sidó al seu servei durant les guerres mèdiques. Eshmúnazar II va voler demostrar la riquesa i influència recuperada mitjançant la construcció de nombrosos temples a divinitats sidònies. Les inscripcions trobades al seu sarcòfag revelen que ell i la seva mare, Amashtarte, van construir diversos temples dedicats als déus de Sidó, inclòs el temple d'Eshmun en un antic santuari natural de medicina, la «font d'"Ydll" prop de la cisterna».
Tal com confirmen dues sèries d'inscripcions sobre els fonaments del podi monumental, la construcció de l'edifici principal del santuari no va començar fins al regnat del rei Bodashtart. El primer conjunt d'inscripcions porta únicament el nom de Bodashtart, mentre que el segon conté el seu nom i el del príncep Yatan-milk. Una inscripció fenícia, situada tres quilòmetres aigües amunt del temple, que data de l'any 14 de regnat de Bodashtart, fa referència a obres de conducció d'aigua des del riu Awali, a la font d'«Ydll», per tal de ser utilitzada en rituals d'ablució al temple.

### Declivi

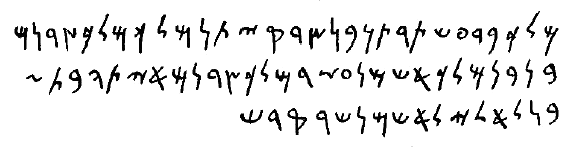
Inscripció fenícia del rei Bodashtart trobada al podi del Temple d'Eshmun,.

El santuari d'Eshmun va patir un terratrèmol al segle iv aC, que va demolir el temple de marbre a la part alta del podi. Aquesta estructura no va ser reconstruïda, però moltes capelles i temples es van unir més tard a la mateixa esplanada. El temple va seguir sent un focus de peregrinacions al món antic fins a l'adveniment del cristianisme, quan va ser prohibit el culte a Eshmun i es va construir una església cristiana al lloc del temple, unit per un carrer romà des de l'estrada. Restes i fragments de mosaic de l'església romana d'Orient encara poden contemplar-se en les excavacions. Un altre terratrèmol va sacsejar Sidó voltant de l'any 570. Antonino de Piacenza, un pelegrí cristià italià, va descriure la ciutat com a parcialment en ruïnes. Durant anys després de la desaparició del culte a Eshmun, el lloc del santuari va ser utilitzat com a pedrera. L'emir Fakhr-al-Din II va utilitzar els seus enormes blocs per construir un pont sobre el riu Awali al segle xvii i el santuari va caure progressivament en l'oblit.

### Redescobriment

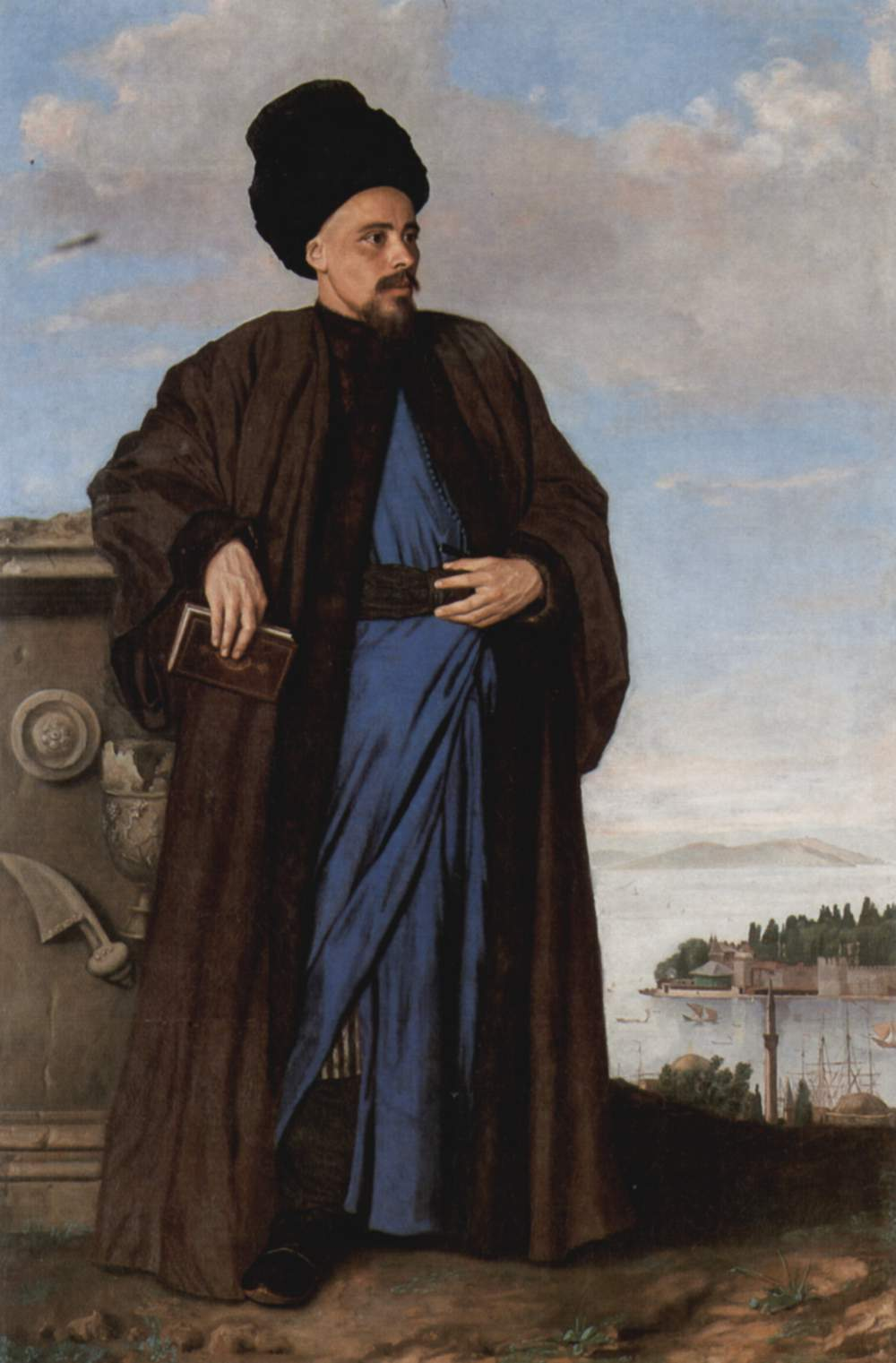
Richard Pococke amb vestits orientals, per Jean-Étienne Liotard, 1738.

Entre 1737 i 1742, Richard Pococke, un antropòleg britànic, va fer una expedició per l'Orient Mitjà i va escriure sobre el que ell va pensar que constituïen les ruïnes d'una muralla defensiva construïda amb blocs de pedra de 3,7 metres de llarg prop del riu Awali. Quan l'orientalista francès Ernest Renan va visitar l'àrea el 1860, es va adonar que els pilars del pont sobre l'Awali estaven fabricats amb blocs finament encoixinats procedents d'una estructura anterior. També va assenyalar en el seu informe, la Mission de Phenicia (1865-1874) (Missió de Fenícia (1865-1874), que un caçador de tresors local li va parlar d'un gran edifici a prop del pont sobre l'Awali.
El 1900, caçadors de tresors locals clandestins van excavar a l'atzar l'esplanada del santuari d'Eshmun i van descobrir inscripcions tallades en les parets del temple. Aquest descobriment va despertar l'interès de Theodore Macridy, conservador del Museu de Constantinoble, qui va netejar les restes del temple entre 1901 i 1903. Wilhelm Von Landau també excavà el lloc entre 1903 i 1904. El 1920, Gaston Contenau va liderar un equip d'arqueòlegs que van reconèixer tot el complex del temple. La primera excavació arqueològica extensa, que va revelar completament el temple d'Eshmun va ser realitzada per Maurice Dunand entre els anys 1963 i 1975. Les proves arqueològiques mostraren que el lloc va ser ocupat des del segle vii aC fins al segle viii.

### Després de 1975
Durant la Guerra Civil Libanesa i l'ocupació israeliana del sud del Líban, el jaciment arqueològic del temple va ser descuidat i envaït per la vegetació; El jaciment va ser de nou esclarit i va recuperar la seva condició d'excavació arqueològica després de la retirada israeliana. Avui dia es pot visitar el santuari d'Eshmun tot l'any. El lloc té una importància arqueològica particular, ja que és el millor jaciment fenici conservat al Líban. Es va incloure en la llista temptativa de Patrimoni de la Humanitat de la Unesco l'1 de juliol de 1996.
En la literatura, el temple d'Eshmun apareix en la novel·la de Nabil Saleh, The Curse of Ezekiel (2009), com a escenari on Bomílcar s'enamora i rescata la princesa Chiboulet d'un dels sacerdots del temple.

## Ubicació

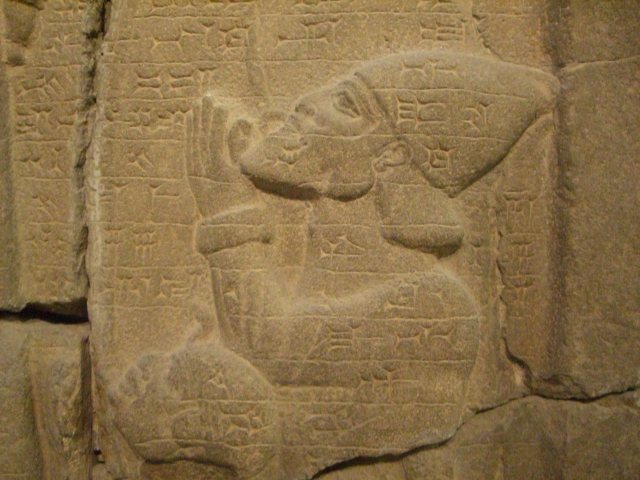
Estela amb caràcters cuneïformes d'Asarhaddon.

Diversos textos antics esmenten el temple d'Eshmun i la seva ubicació. Les inscripcions fenícies al sarcòfag d'Eshmunazar II, commemoren la construcció d'una «casa» per al «Príncep Sant» Eshmun de banda del rei i la seva mare, la reina Amashtart, a la «font de "Ydll" prop de la cisterna». Dionís Periegetes, un grec i escriptor de viatges, va localitzar el temple d'Eshmun prop del riu Bostrenos, mentre que Antonino de Piacenza, al segle vi, el situa a prop del riu («fluvius») d'Asclepi. Estrabó, a la seva Geographica, i d'altres fonts fenícies descriuen el santuari i els seus voltants com els «boscos sagrats d'Asclepi».
Situat quaranta quilòmetres al sud de Beirut i a dos quilòmetres al nord-est de Sidó, el temple d'Eshmun es troba a la riba sud de l'actual riu Awali, anteriorment conegut com a Bostrenos o Asclepio fluvius. Una arbreda de cítrics, coneguda com a Bustan el-Sheikh (en àrab بستان الشيخ, «l'arbreda del xeic»), ocupen els antics «boscos sagrats d'Asclepi».

## Arquitectura i descripció

### Període babiloni i persa

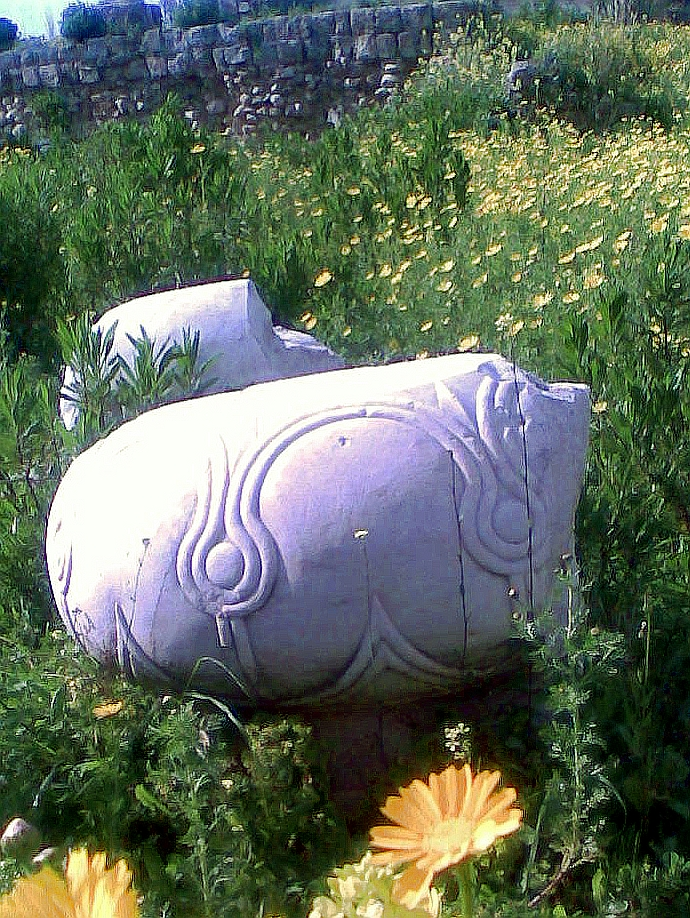
Basa de marbre blanc amb decoracions circulars d'estil babilònic procedent del temple, i abandonada a Bustan el-Sheikh.

Construïda sota el domini babilònic (605-359 aC), el monument més antic en el jaciment és un edifici piramidal semblant a un ziggurat que inclou una rampa d'accés a una cisterna d'aigua. Fragments de les bases de les columnes de marbre amb motllures de toros i columnes polifacètiques que es troben a l'est del pòdium també s'atribueixen a l'era babilònica. L'estructura piramidal va ser substituïda durant el govern persa per un podi carreuat construït a partir de blocs de pedra calcària que mesuren més de tres metres de llarg i un d'alt i ample, col·locats horitzontalment. El podi té una alçada de 22 metres, se situa sobre un vessant d'altres cinquanta, i compta amb una àmplia façana, de setanta metres. La terrassa a la part alta del podi va estar coberta per un temple de marbre d'estil grec probablement construït per artesans jònics al voltant del 500 aC. El temple de marbre ha quedat reduït a uns pocs fragments a causa del robatori de pedra al llarg dels segles.

### Període hel·lenístic

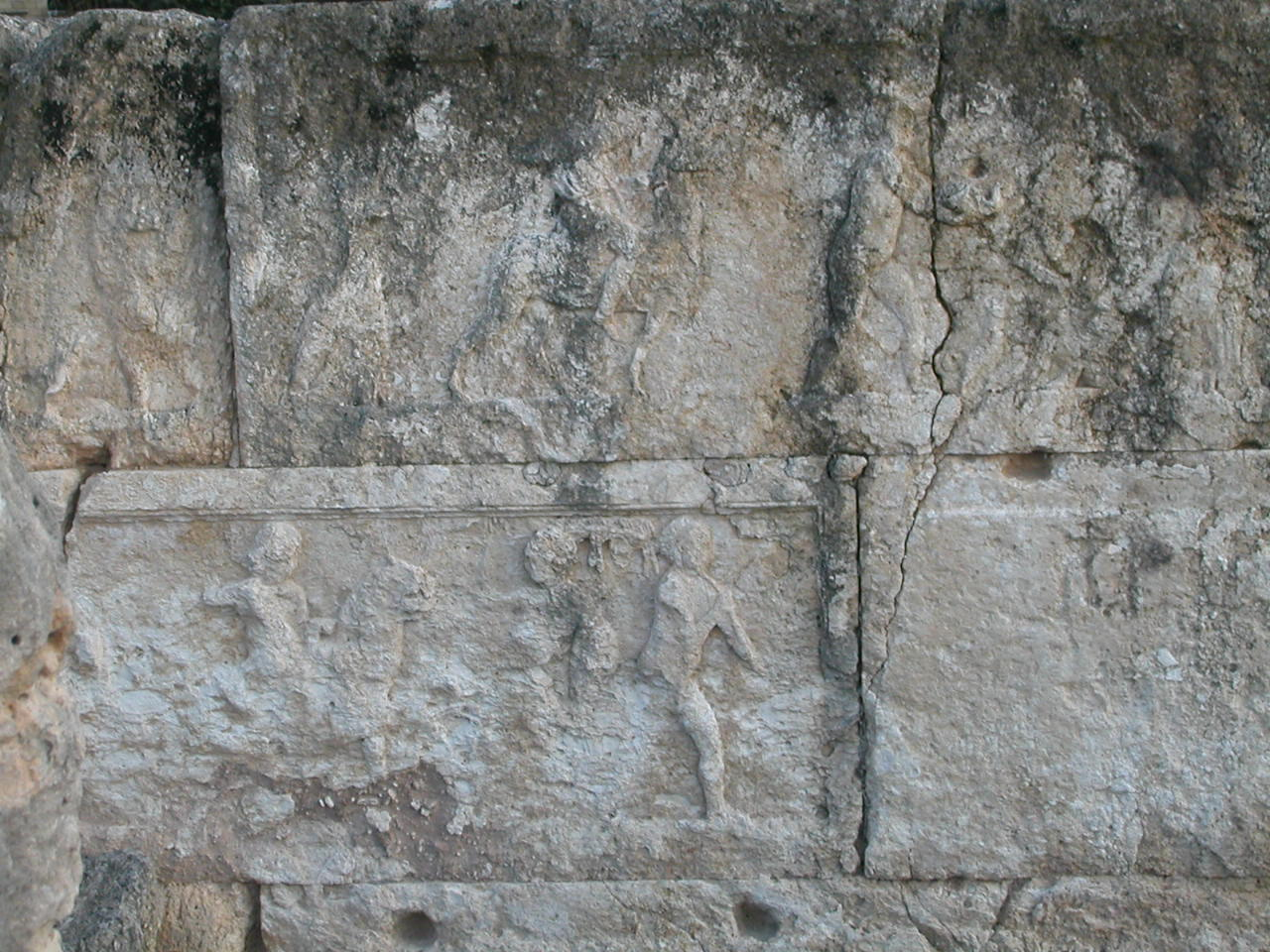
Alguns dels relleus d'estil hel·lenístic conservats al jaciment arqueològic.

Durant el període hel·lenístic, el santuari es va estendre des de la base del podi a tota la vall. A l'est de la base del pòdium hi ha una gran capella de 10,5 per 11,5 metres, que data del segle iv aC La capella va ser adornada amb paviment i un gran tron de pedra tallada en un únic bloc de granit d'estil egipci. Flanquejat per dues figures d'esfinxs i envoltat per dues escultures de lleons, el tron, dedicat a la deessa fenícia Astarte, descansa contra la paret de la capella, que s'adorna amb escultures d'escenes de caça. El recipient d'Astarte, utilitzat per a les purificacions rituals, està en l'actualitat ple de fragments de terra i restes d'estàtues. La base occidental del podi alberga una altra capella del segle iv aC, centrada al voltant d'un capitell amb un toro pròtom conservat al Museu Nacional de Beirut.
Al nord-est del jaciment principal s'hi troba un altre temple del segle iii aC, adjacent a la capella d'Astarte. La seva façana, de 22 metres, està construïda amb blocs de pedra calcària grans i mostra una decoració en dos registres que il·lustren una bacanal en honor de Dionís, el déu grec del vi. Entre els relleus de temple, n'hi ha un que mostra un home que intenta abastar un gall gran, l'animal més comú en els sacrificis en honor d'Eshmun-Asclepi.

### Període romà

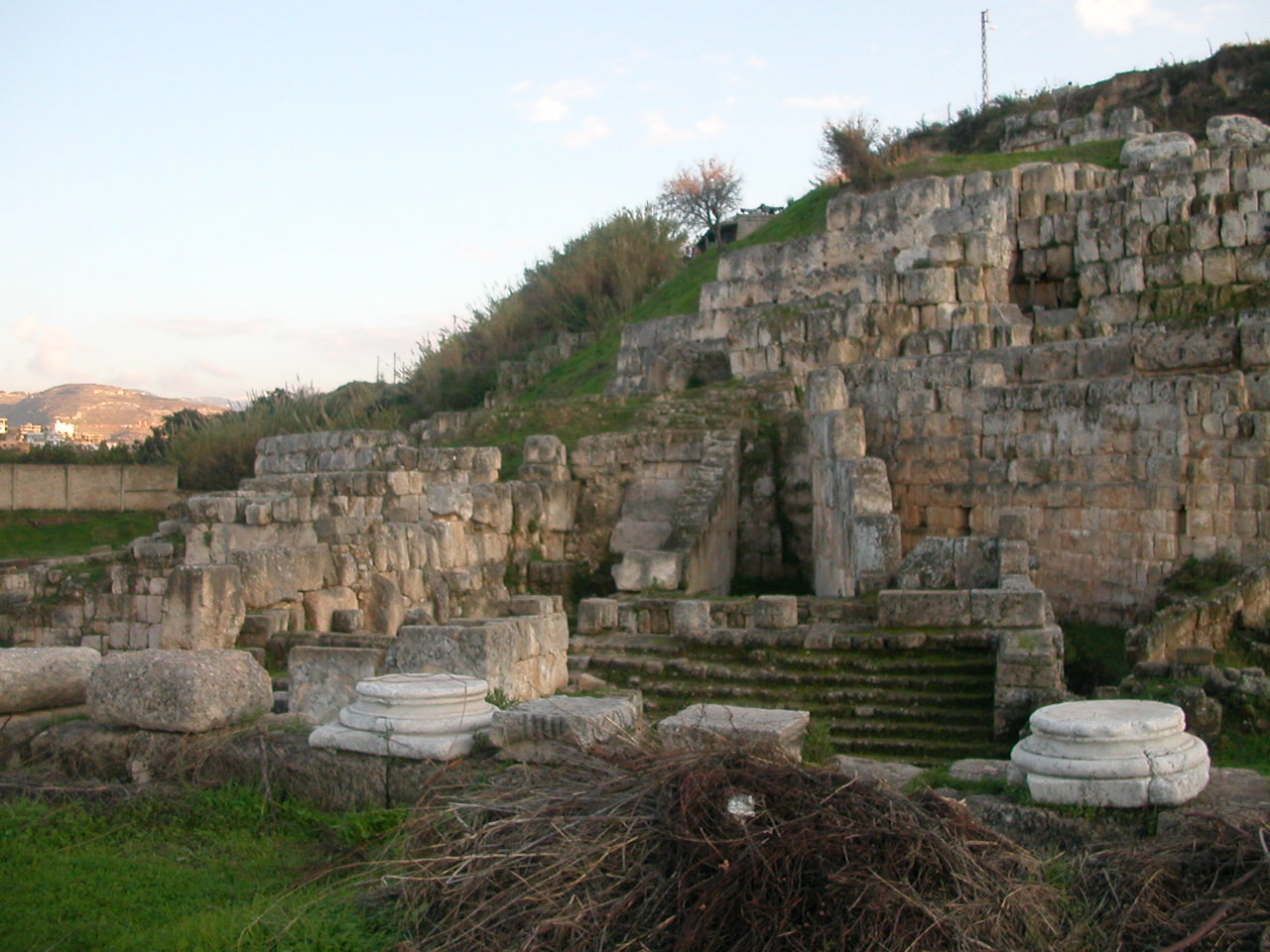
Restes d'època romana al santuari.

Vestigis posteriors daten de l'època romana i inclouen una calçada amb columnes entre les quals s'hi muntaven botigues. De les grans columnes de marbre vorejant la calçada només se'n conserven alguns fragments i bases. Els romans també van construir una escala monumental adornada amb patrons de mosaic que condueix a la part superior del podi. A la dreta de la calçada romana, a prop de l'entrada al jaciment principal, hi ha un nimfeu amb nínxols on es posaven estàtues de les nimfes. La planta del nimfeu està coberta per un mosaic que representa les Mènades. A través de la carretera amb columnes, hi ha les ruïnes d'una vila romana, de la qual només es conserva el pati juntament amb les restes d'un mosaic que representa les quatre estacions. A la dreta de l'escala processional hi ha un altar cúbic, també de construcció romana. Altres estructures del període romà són dues columnes d'un gran pòrtic que conduïa a les piscines i altres instal·lacions de culte.

### Canalització d'aigua
El complex del temple d'Eshmun disposa d'una elaborada instal·lació hidràulica, una complexa canalització d'aigua des de la deu, que es compon d'un sistema intricat de canals, una sèrie de cisternes de retenció, llocs per a les ablucions sagrades i piscines pavimentades. Aquest sistema demostra la importància de les ablucions rituals en els cultes terapèutics fenicis.

### Tribuna d'Eshmun

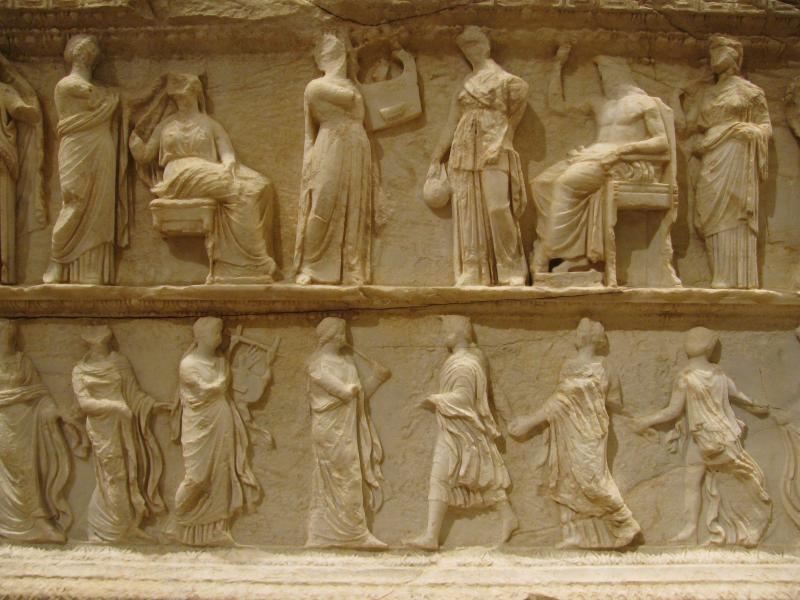
Relleus a l'altar del temple, anomenat «tribuna d'Eshmun», amb representació de deïtats de la mitologia grega.

Conegut generalment com a la «tribuna de Eshmún» a causa de la seva forma, l'altar d'Eshmun és una estructura de marbre blanc que data del segle iv aC. Fa 2,15 metres llarg per 2,26 d'ample i 2,17 d'alt. Desenterrat el 1963 per Maurice Dunand, es troba sobre un sòcol de pedra calcària revestit amb blocs de marbre que descansa contra un mur de contenció de les aigües circumdants.
 L'altar està adornat amb relleus d'estil hel·lenístic i està emmarcat per motllures decoratives,
 una de les quals divideix l'altar en dos registres diferents però de composició simètrica, amb representació de personatges de la mitologia grega.
El registre superior representa 18 deïtats gregues, incloent dos carros que envolten el déu grec Apol·lo, que és representat tocant una cítara. El registre inferior representa Dionís, que porta el seu thiasos en un ball a la música de gaites i altres instruments. La tribuna es troba al Museu Nacional de Beirut.

## Funció
El culte d'Eshmun va gaudir d'una particular importància a Sidó des que es va convertir en la principal deïtat, aproximadament a partir de l'any 500 aC. A banda del santuari extramurs a Bustan el-Sheikh, Eshmun també va tenir un temple dins de la ciutat. El temple extramurs es va associar amb la purificació i la curació, sobretot mitjançant ablucions rituals de purificació realitzades a les piscines sagrades del santuari, alimentades amb aigua corrent del riu d'Asclepi i de la deu «Ydll», que hom considerava que tenia un caràcter sagrat i propietats terapèutiques.
Les presumptes curacions d'Eshmun es van combinar amb els poders de fertilitat de la seva consort divina, Astarte, i el culte es realitzava a la capella pavimentada annexa al santuari principal. Pelegrins de tot el món antic van acudir al temple d'Eshmun i hi van deixar exvots, pinax i altres ofrenes votives com a prova de la seva devoció i la seva cura. És evident que des del segle iii aC en endavant es va procurar hel·lenitzar el culte a Eshmun en associar-lo amb el seu homòleg grec Asclepi, mercès al qual el santuari va conservar la seva funció curativa.

## Artefactes i troballes

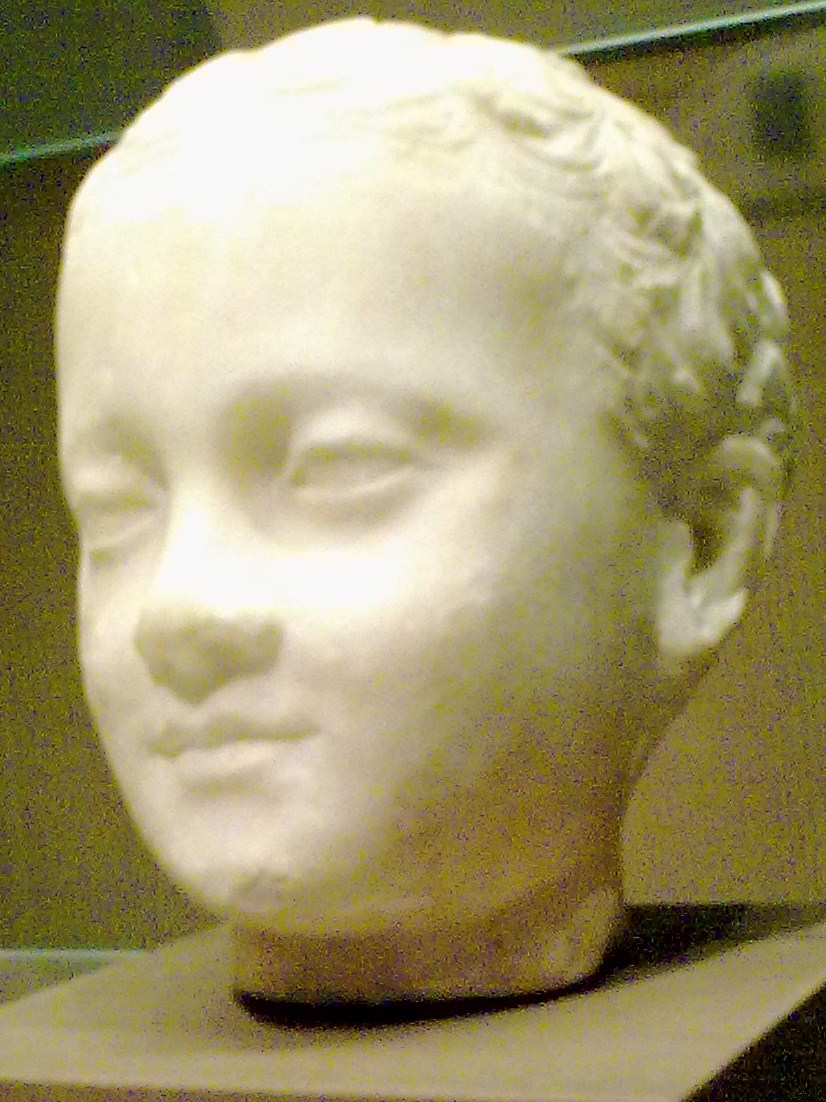
Cap votiu de marbre representant un nen, trobat al jaciment, datat al i actualment al Museu Nacional de Beirut.

A banda dels grans elements decoratius, frisos tallats i mosaics que es van deixar in situ, en les excavacions van ser recuperats molts artefactes, la major part d'ells custodiats en l'actualitat al Museu Nacional de Beirut, el Museu del Louvre o en possessió de la Direcció General d'Antiguitats del Líban. Algunes de les troballes més petites són un recull d'ostraka desenterrada per Dunand que proporciona exemples rars de l'escriptura fenícia cursiva. Un dels òstracon recuperats conté el nom teòfor fenici «grtnt», que suggereix la veneració de la deessa lunar Tanit a Sidó.
També van ser recuperades en el jaciment del temple una sèrie d'escultures votives de mida natural fragmentades representant nens petits amb una mascota o un objecte petit. Entre les més conegudes hi ha una escultura d'un nen de la reialesa sostenint un colom amb la seva mà dreta, amb el cap afaitat, el tors nu i la part inferior del cos embolicada en una gran tela. El pedestal d'aquesta escultura està inscrit amb una dedicatòria de Baalshillem, fill d'un rei sidoni, a Eshmun, cosa que il·lustra la importància del lloc per a la monarquia de Sidó. Aquestes escultures votives semblen haver estat deliberadament trencades després de la seva dedicació a Eshmun i, a continuació, cerimoniosament llançades al canal sagrat, probablement simulant el sacrifici del nen malalt. Totes aquestes escultures representen infants. Un bust de pedra calcària de 31.5 × 27 cm d'un kouros que data del segle vi aC es va trobar en les excavacions, però a diferència dels kouroi grecs arcaics aquesta escultura no està nua.
Entre les troballes més notables destaca una placa d'or que mostra una serp enrotllada en un bastó, un símbol hel·lènic d'Eshmun. i un altar de granit que duu el nom del faraó d'Egipte Acoris. Aquest regal és prova de les bones relacions entre el faraó i els reis de Sidó.
La reputació del santuari va ser de gran abast. Pelegrins xipriotes de Pafos van deixar petjades de la seva devoció a Astarte en una estela de marbre inscrita en grec i en sil·labari xipriota al santuari d'Astarte, actualment custodiada per la Direcció General d'Antiguitats del Líban.

## Saqueig
Els caçadors de tresors han saquejat el temple d'Eshmun des de l'antiguitat. Al voltant de 1900 artefactes amb inscripcions fenícies trobats al temple van ser distribuïts en els mercats d'antiguitats de Beirut, on van despertar l'interès de les autoritats otomanes, que van promoure una sèrie d'excavacions arqueològiques.
Durant la guerra civil, a petició del director general d'antiguitats del Líban, Maurice Chehab, Maurice Dunand traslladar més de 2000 artefactes de Sidó a una cambra subterrània al Castell creuat de Biblos, trenta quilòmetres al nord de Beirut. El 1981, el dipòsit va ser saquejat i al voltant de 600 escultures i elements arquitectònics van ser robats i trets del Líban. Rolf Stucky, exdirector de l'Institut d'Arqueologia Clàssica de Basilea va afirmar durant una conferència a Beirut el desembre de 2009 la identificació amb èxit i devolució de vuit escultures robades al Museu nacional libanès.

## Notes

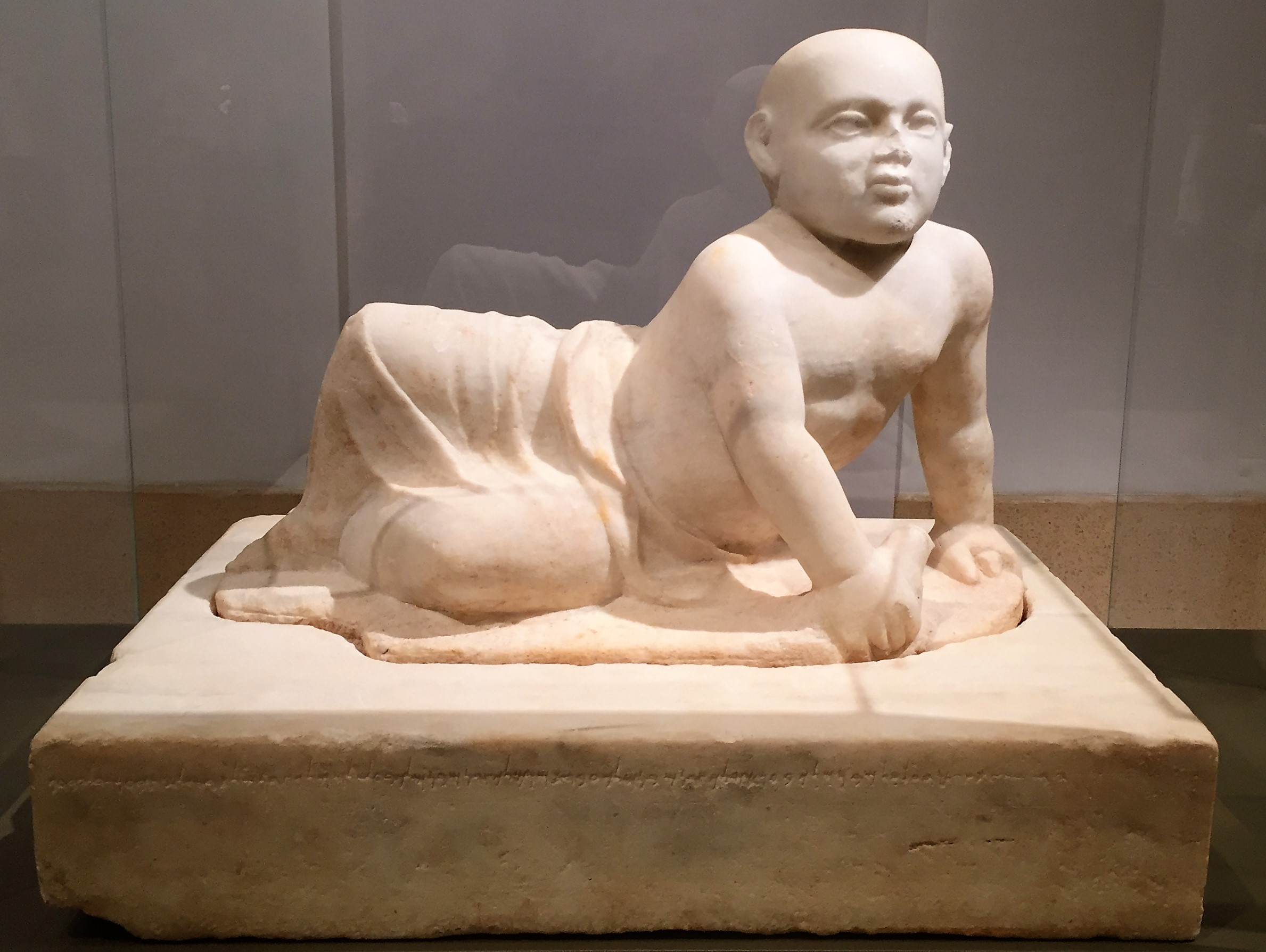
Estàtua votiva de marbre d'un nen de la reialesa, amb inscripció en llengua fenícia, trobada al santuari d'Eshmun i datada c. 400 a. C.